# Universidade Batista da Califórnia
A Universidade Batista da Califórnia (em inglês:  California Baptist University) é uma universidade privada batista localizada em Riverside, no estado da Califórnia, nos Estados Unidos. É afiliada à Convenção Batista do Sul da Califórnia (Convenção Batista do Sul). 

## História
A escola foi fundada em 1950 pela Los Angeles Southern Baptist Association como California Baptist College em El Monte. Em 1953, a escola tornou-se membro da Convenção Batista do Sul da Califórnia. Em 1955 mudou seu campus para Riverside. Em 1998, tornou-se uma universidade. Para o ano 2021-2022, teve 11.489 alunos.

## Afiliações
É membro da Convenção Batista do Sul da Califórnia (Convenção Batista do Sul) e da Associação Internacional de Faculdades e Universidades Batistas.

## Campus

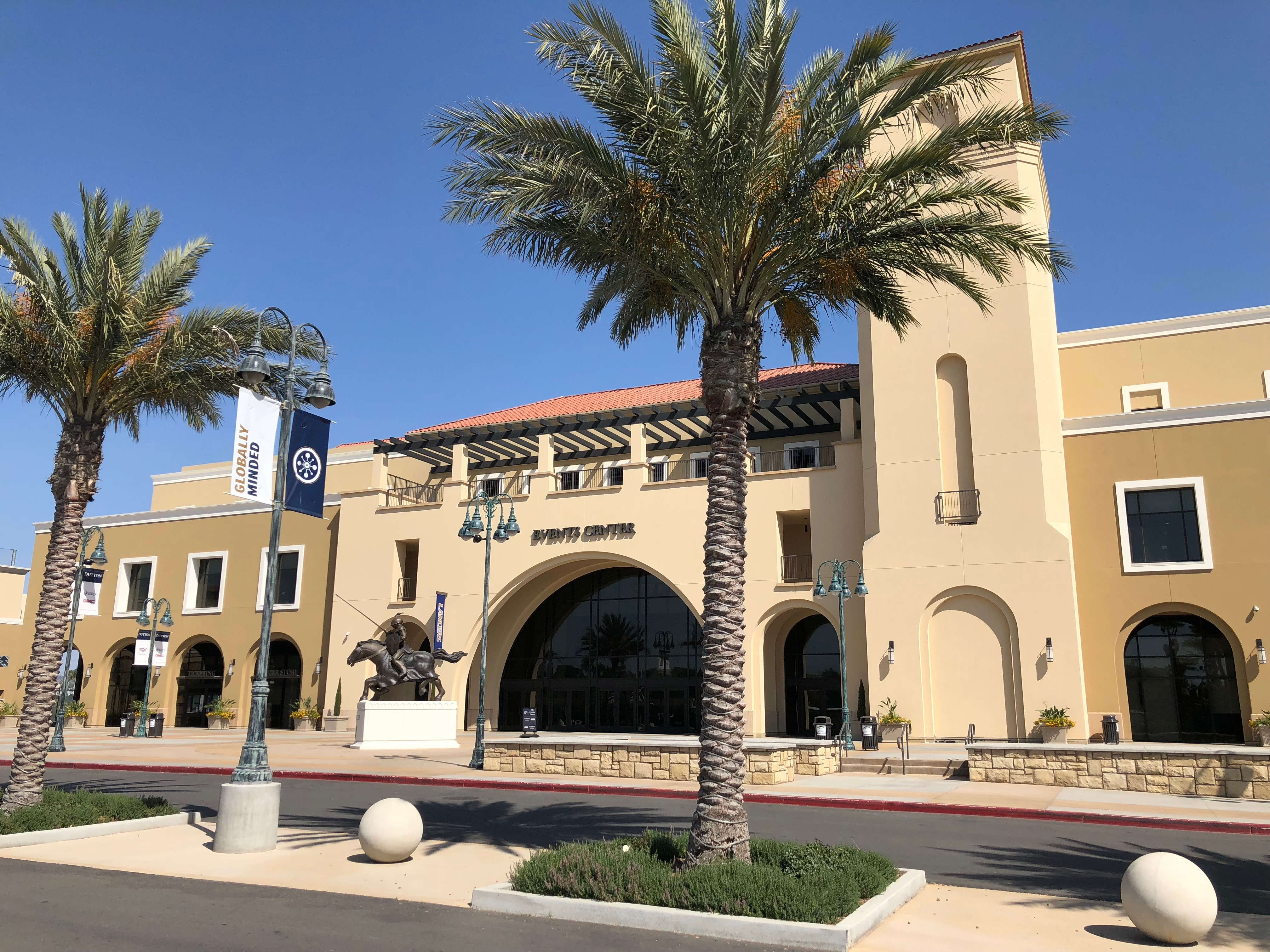
Events Center
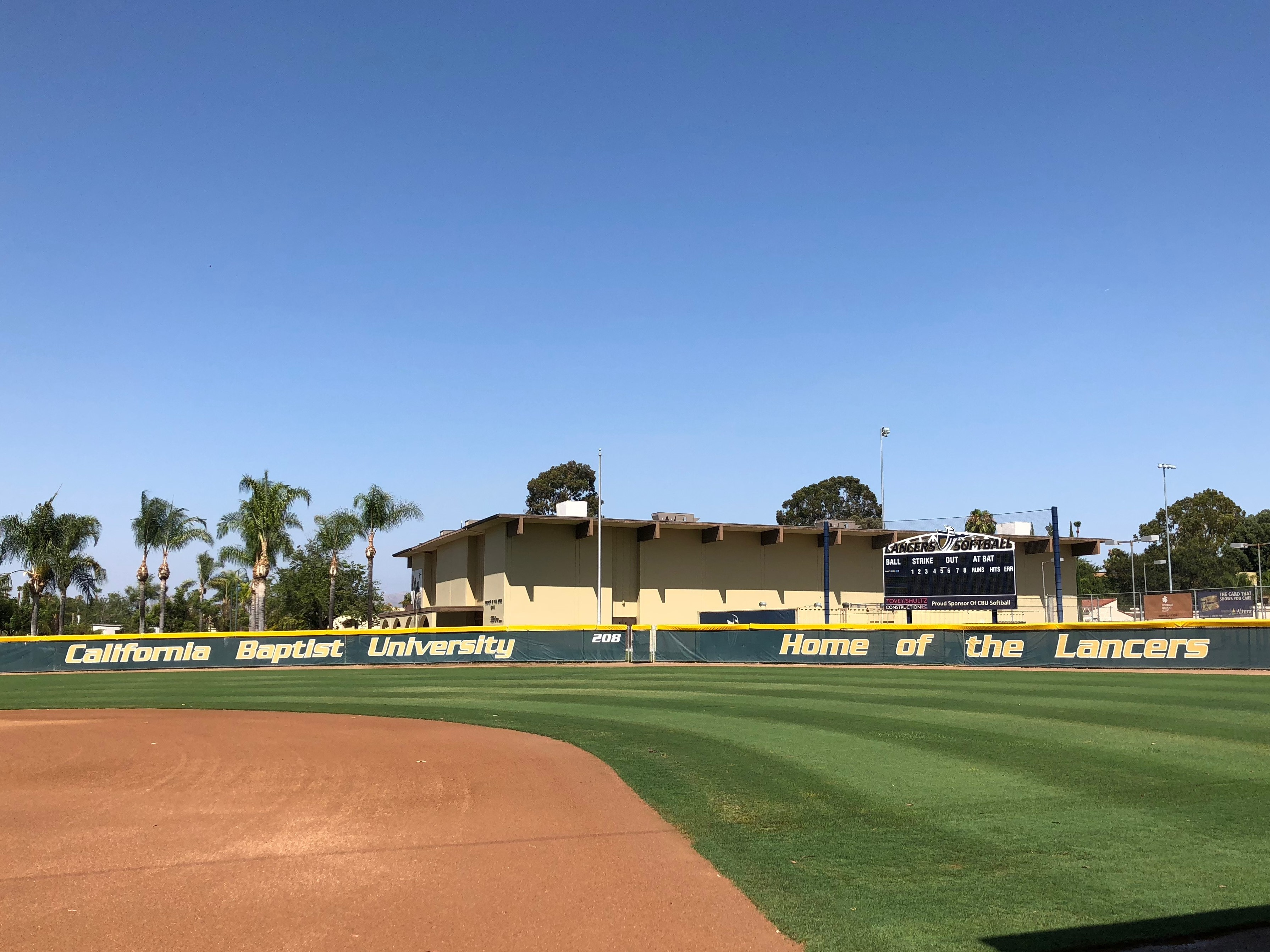
John C. Funk Stadium
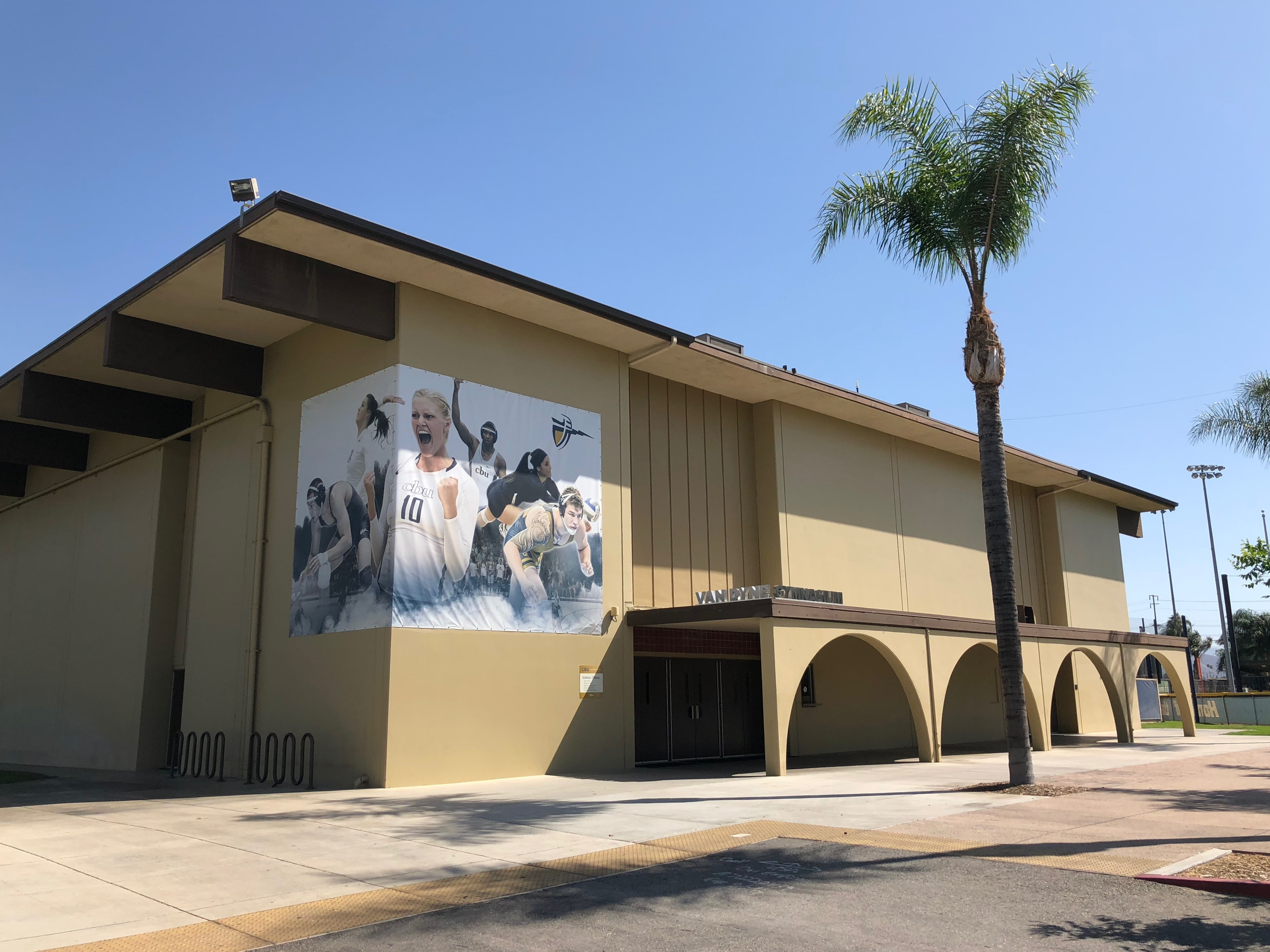
Van Dyne Gym